# Massaker von Pingdingshan
Das Massaker von Pingdingshan (chinesisch 平頂山慘案 / 平顶山惨案, Pinyin Píngdǐngshān cǎn’àn) war ein von japanischen Truppen und Polizeikräften im Zuge der Befriedung von Mandschukuo am 16. September 1932 verübtes Massaker im damaligen Dorf Pingdingshan, dem heutigen Straßenviertel Pingshan des Stadtbezirks Dongzhou der Stadt Fushun in der nordostchinesischen Provinz Liaoning.
Nach der Gründung des Marionettenstaats Mandschukuo durch die Japaner am 1. März 1932 kam es im ganzen Land zu Aufständen verschiedener Gruppen. Eine dieser Gruppen war die Roter Speer Gesellschaft, eine Bruderschaft, die auch im übrigen China dieser Zeit über viele Mitglieder und großen Einfluss verfügte. Am 15. September 1932 durchquerte eine Miliz dieser Gesellschaft das Dorf Pingdingshan und griff einige dort stationierte japanische Soldaten an, bevor sie weiter zur Stadt Fushun zog und die dortige japanische Garnison überfiel. Als die Japaner einen Gegenangriff starteten, zog sich die Miliz erneut durch Pingdingshan zurück. Die Japaner hielten das Dorf für den Rückzugsort der feindlichen Miliz. Daher wurden über 3000 örtliche Bewohner zusammengetrieben und am Fuß des Pingdingshan-Berges im südlichen Fushun getötet. Die Leichname wurden verbrannt und alle 600 Häuser des Dorfes angezündet. Die Stätte des Massakers von Pingdingshan (Píngdǐngshān cǎn’àn yízhǐ) in Fushun steht seit 1988 auf der Liste der Denkmäler der Volksrepublik China (3-34).
Im Mai 2006 wies der japanische Oberste Gerichtshof eine Klage von drei Überlebenden des Massakers zurück, die von der japanischen Regierung Entschädigungen von 20 Millionen Yen und eine Entschuldigung gefordert hatten.